# Zikuala
Zikuala (ዝቋላ en Amharique) est un des 105 woredas de la région Amhara, en Éthiopie. Situé dans la zone Wag Hemra, Zikuala est bordé au sud par Dehana, à l'ouest par la rivière Tekezé qui le sépare de la zone Semien Gondar et de Sehala, au nord par Abergele, et à l'est par Soqota. La principale ville de Zikuala est Siyalewa. Le woreda de Sehala a été séparé de Zikuala. 

## Démographie
D'après le recensement national de 2007 réalisé par l'Agence centrale des statistiques d'Éthiopie (CSA), ce woreda a une population totale de 44 013 habitants, dont 22 497 hommes et 21 516 femmes ; 3 398, soit 7,72 %, sont des habitants urbains. Avec une superficie de 1 726,12 kilomètres carrés, Zikuala a une densité de population de 25,50, ce qui est inférieur à la moyenne de la zone qui est de 47,15 personnes par kilomètre carré. Un total de 10 428 ménages a été recensé dans ce woreda, ce qui donne une moyenne de 4,22 personnes par ménage et 10 105 unités de logement. La majorité des habitants pratiquent le christianisme orthodoxe éthiopien, 99,74 % d'entre eux déclarant que c'est leur religion.
Le recensement national de 1994 a fait état d'une population totale pour ce woreda de 48 860 habitants répartis dans 11 516 ménages, dont 25 435 hommes et 23 425 femmes ; 681, soit 1,39 % de sa population, étaient des citadins. Les deux plus grands groupes ethniques recensés à Zikuala sont les Agaw/Kamyr (88,96 %) et les Amhara (10,94 %) ; tous les autres groupes ethniques représentent 0,1 % de la population. Le kamyr était la première langue parlée par 79,76 % de la population, et 20,15 % parlaient l'amharique ; les 0,09 % restants parlaient toutes les autres langues primaires signalées. La majorité des habitants pratiquent le christianisme orthodoxe éthiopien, 99,91 % déclarant qu'il s'agit de leur religion.